# Małków (powiat hrubieszowski)
Małków – wieś w Polsce położona w województwie lubelskim, w powiecie hrubieszowskim, w gminie Mircze.
W latach 1954–1956 wieś należała do gromady Szychowice, w 1956 r. siedzibę i nazwę gromady zmieniono w wyniku czego wieś należała i była siedzibą władz gromady Małków, funkcjonującej do końca 1959 r., po jej zniesieniu w gromadzie Kryłów. W latach 1975–1998 miejscowość należała administracyjnie do województwa zamojskiego. 
Wieś jest sołectwem w gminie Mircze.  Narodowego Spisu Powszechnego (III 2011 r.) liczyła 208 mieszkańców i była czternastą co do wielkości miejscowością gminy.
Wierni Kościoła rzymskokatolickiego należą do parafii Narodzenia Najświętszej Maryi Panny w Kryłowie.

## Historia
Małków składa się z trzech odrębnych wsi tj. Małków, Małków Nowy, Małków-Kolonia, – 2 sołectw, przed 1939 rokiem była to duża wieś (około 800 mieszkańców) zamieszkiwana przez Polaków i Ukraińców. W 1937 w Małkowie zameldowane były 864 osoby, z tego 572 wyznania prawosławnego. Na terenie wsi od 1620 funkcjonowała unicka cerkiew Spotkania Pańskiego, w 1875 przemianowana na prawosławną świątynię św. Michała Archanioła w związku z likwidacją unickiej diecezji chełmskiej. W 1907 we wsi wzniesiono drugą świątynię tego samego wyznania – cerkiew Świętego Ducha. Obydwa obiekty zostały zniszczone w czasie akcji polonizacyjno-rewindykacyjnej 1938 roku.
Przez Małków przepływa rzeka Bukowa, w Małkowie jest szkoła podstawowa, punkt skupu mleka, oddział SKR, pomnik upamiętniający poległych w walkach II wojny światowej, tablica pamiątkowa zwycięskiej bitwy partyzanckiej stoczonej pod Małkowem przez dowódcę BCh Stanisława Basaja ps. "Ryś" 14 lutego 1944. Małków w latach 50. XX wieku był siedzibą gromady Małków ówczesnej gminy, później należał do gminy Kryłów, obecnie do gminy Mircze. Małków otrzymał Order Krzyża Grunwaldu III Klasy.